# Arctosa stigmosa
Arctosa stigmosa là một loài nhện trong họ Lycosidae.
Loài này thuộc chi Arctosa. Arctosa stigmosa được Tord Tamerlan Teodor Thorell miêu tả năm 1875.